# Salvador Molina
Molina  Andrea est un nom espagnol. Le premier nom de famille, en général paternel, est Molina ; le second, en général maternel, souvent omis, est Andrea.
Pour les articles homonymes, voir Molina.
Salvador Molina Andrea, né le 17 juin 1914 à Villanueva de Castellón (Espagne) et décédé le 20 mars 1982 au Mexique est un coureur cycliste espagnol. Son plus grand fait d'armes est d'avoir gagné le Grand Prix de la montagne du Tour d'Espagne en 1936. 

## Palmarès

### Palmarès par année
- 1935
  - Vuelta a Estella
  - 2e de Prueba Villafranca de Ordizia
  - 2e de la Vuelta a Guipuzcoa
  - 3e du Circuit de Getxo

- 1936
  -  Classement de la montagne du Tour d'Espagne

- 1942
  - 2e étape du Tour du Levant
  - 6e étape du Circuit del Nord

### Résultats dans les grands tours

#### Tour de France
- 1936 : abandon 7e étape

#### Tour d'Espagne
- 1935 : 20e
- 1936 : 14e, vainqueur du  classement de la montagne